# 메스키트

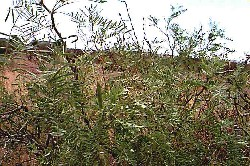

메스키트(Mesquite) 나무는 멕시코 북부와 미국의 일부 지역에서 가장 흔한 콩과 식물이다. 콩과 식물의 특징을 가지고 있어서 완두콩과 일반 콩 그리고 다른 여러 콩과 식물을 포괄한다. 하늘로 높이 6~9피트 정도까지 자라지만 관목처럼 폭이 작다. 뿌리는 지표면에서 땅 속 190피트까지 뻗어 내려가 지하 수면에서 물을 빨아들여, 저장해 놓은 물로 가뭄에도 버틸 수 있는 식물이다.

## 종
- Prosopis alba (white mesquite)
- Prosopis cineraria
- Prosopis chilensis (Chilean mesquite)
- Prosopis glandulosa (honey mesquite)[1]
- Prosopis humilis
- Prosopis juliflora
- Prosopis laevigata (smooth mesquite)
- Prosopis nigra (black mesquite)
- Prosopis pallida
- Prosopis pubescens (screwbean mesquite)
- Prosopis reptans (tornillo)
- Prosopis strombulifera (creeping mesquite)
- Prosopis velutina (velvet mesquite)